# Rio Peruaçu
Rio Peruaçu är ett vattendrag i Brasilien.   Det ligger i delstaten Minas Gerais, i den östra delen av landet, 400 km öster om huvudstaden Brasília.
Omgivningarna runt Rio Peruaçu är huvudsakligen savann. Runt Rio Peruaçu är det glesbefolkat, med 15 invånare per kvadratkilometer.